# Testament (gruppo musicale)
(Eric Peterson)
I Testament sono un gruppo thrash metal statunitense, nato a San Francisco (California) nel 1983 inizialmente con il nome di Legacy.
Sono considerati una delle più grandi band thrash metal della storia.

## Storia

### Gli esordi (1983-1986)

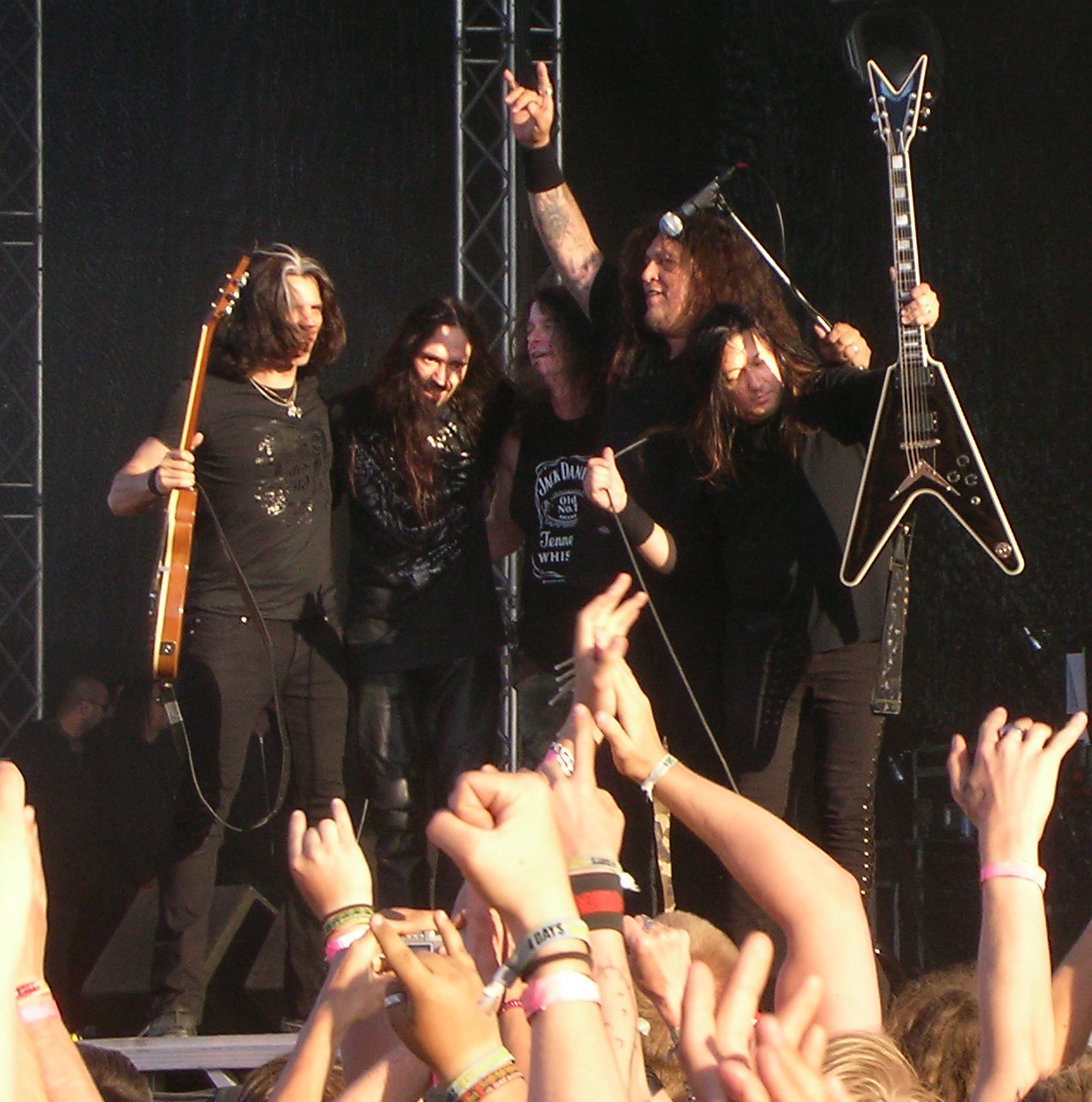
I Testament dopo un concerto in Svezia nel 2008

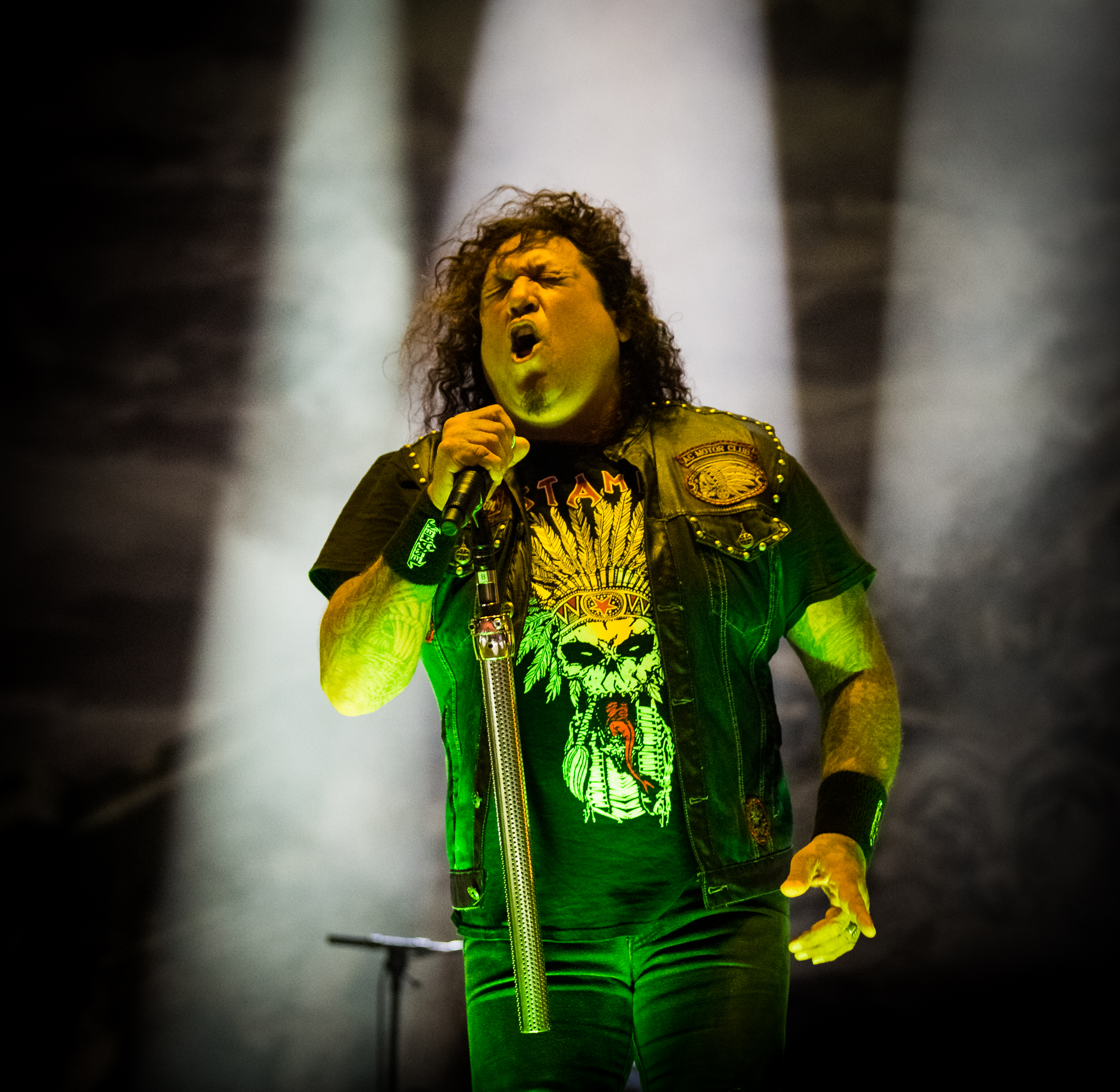
Chuck Billy

La prima incarnazione della band si forma a San Francisco per mano di Eric Peterson alla chitarra e di suo cugino Derrick Ramirez, addetto a voce e anch'egli alla chitarra. Ai due si aggiungono John Souza al basso e Louie Clemente alla batteria. Subito dopo avviene il primo importante ingresso nelle file del gruppo: Greg Christian sostituisce Souza al basso e il fratello di quest'ultimo diventa il primo "vero" cantante della formazione. Cominciarono suonando cover di Motörhead, Judas Priest e Black Sabbath, ma la scoperta di gruppi come Metallica e Slayer li spinse poi a suonare una musica più veloce e potente.
(Eric Peterson)
Il gruppo, nel giro di poco tempo, subì un cambiamento con l'arrivo del chitarrista Alex Skolnick, allievo di Joe Satriani, che prese il posto di Ramirez.
Chiamatisi Legacy, la band comprendeva il cantante Steve "Zetro" Souza, i chitarristi Alex Skolnick e Eric Peterson, il bassista Greg Christian e il batterista Mike Ronchette. Con questa formazione, iniziano a suonare e a farsi apprezzare in giro per la famosa Bay Area.

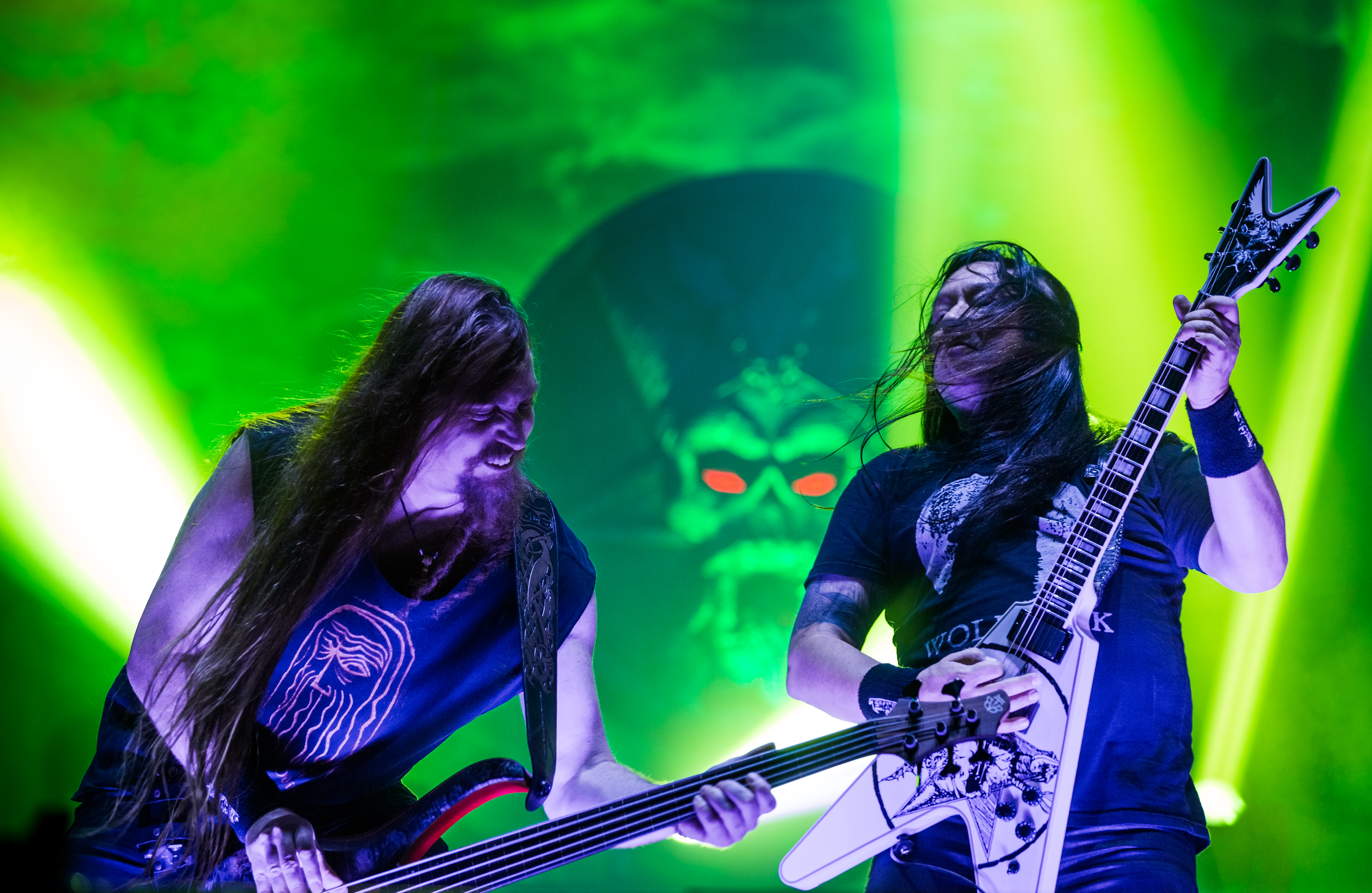
Steve DiGiorgio e Eric Peterson

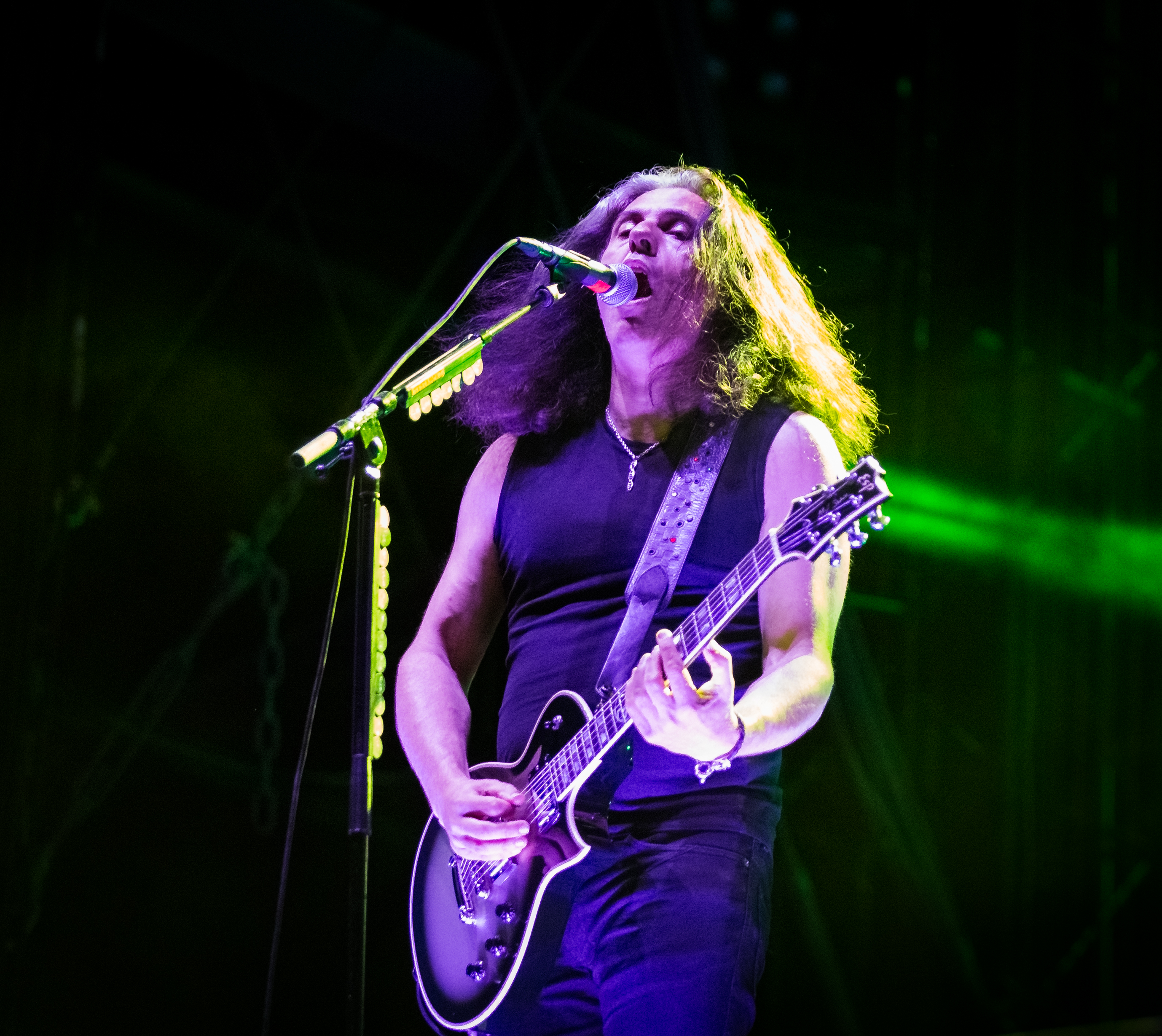
Alex Skolnick

Il quintetto, nel 1985, produsse un demo di quattro pezzi. Quasi tutte le etichette heavy metal degli Stati Uniti rimasero impressionate da questo lavoro ed in poco tempo i Legacy ricevettero molte proposte di contratto; alla fine decisero di firmare con la Megaforce Records perché, oltre ad avere la distribuzione della Atlantic Records, offrì più soldi alla band.
Subito dopo ci furono delle divergenze tra il batterista Mike Ronchette, che venne cacciato, ed il resto del gruppo, che riprese in formazione Louie Clemente.

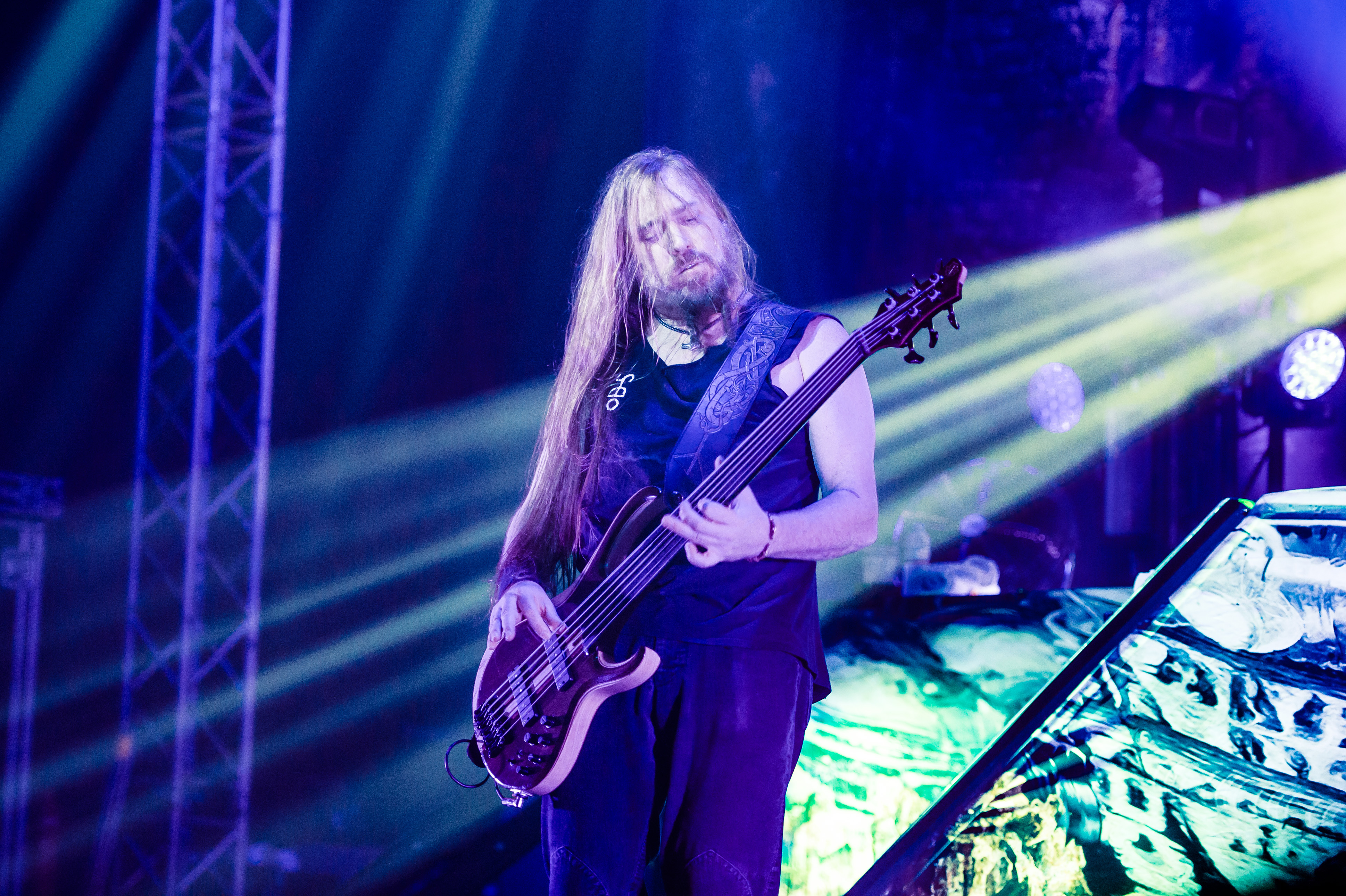
Steve DiGiorgio al Ruhrpott Metal Meeting 2017

Souza, a questo punto, abbandona la band per unirsi agli Exodus suggerendo, però, come sostituto Chuck Billy.
L'arrivo di Billy fu davvero folgorante, come disse Eric Peterson in un'intervista, e probabilmente questo arrivo contribuì molto al successo del gruppo:
(Eric Peterson)
È così che si crea la probabilmente più conosciuta formazione della loro carriera (Billy, Skolnick, Peterson, Christian, Clemente).
Durante la registrazione del loro primo album, la band fu costretta a cambiare il nome in "Testament" (che, secondo Maria Ferrero nel numero di maggio 2007 di Revolver, è stato suggerito da Billy Milano dei S.O.D.), in quanto il nome "The Legacy" era già usato da una jazz band.

### Il successo (1987-1991)

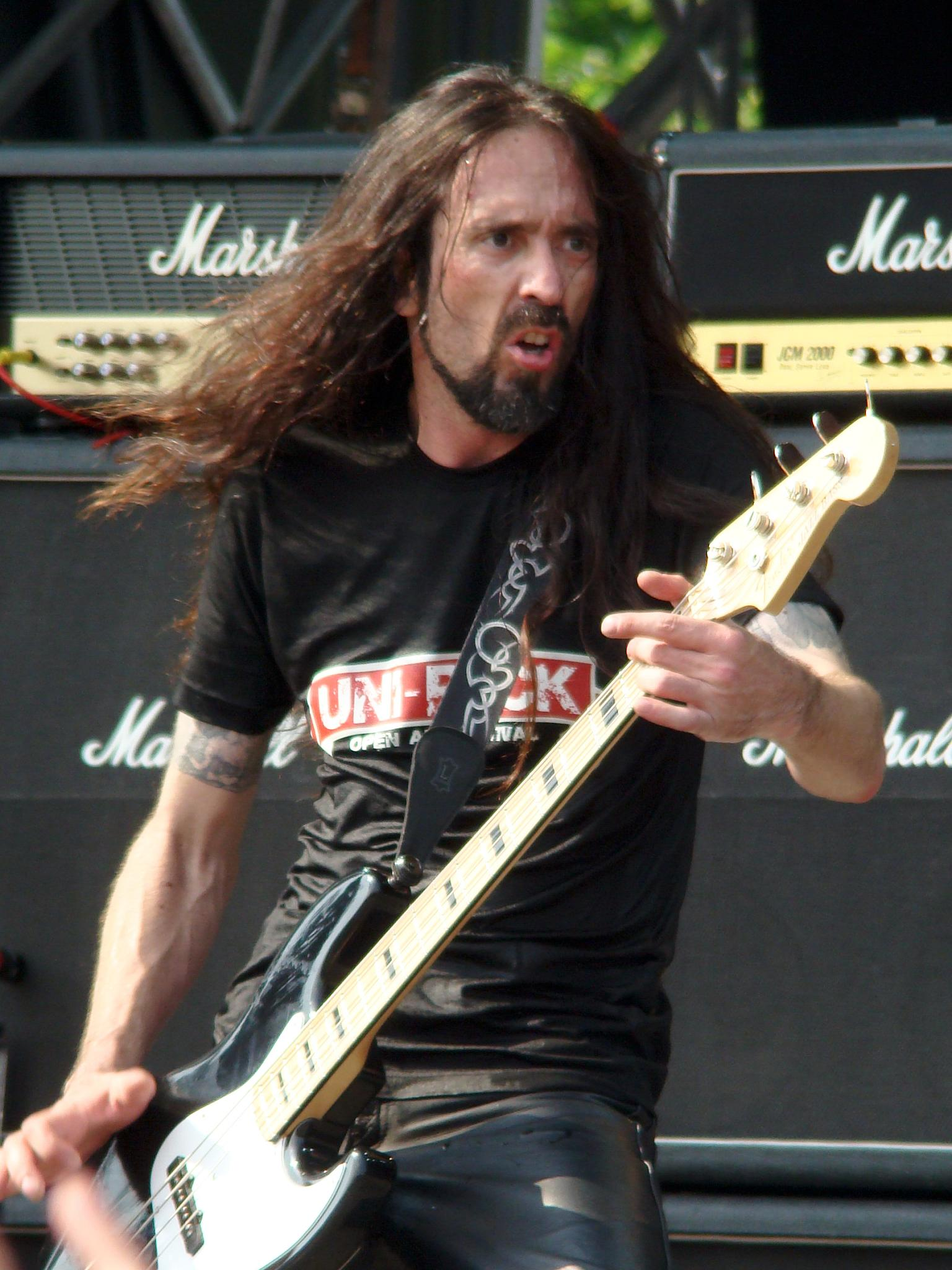
Greg Christian

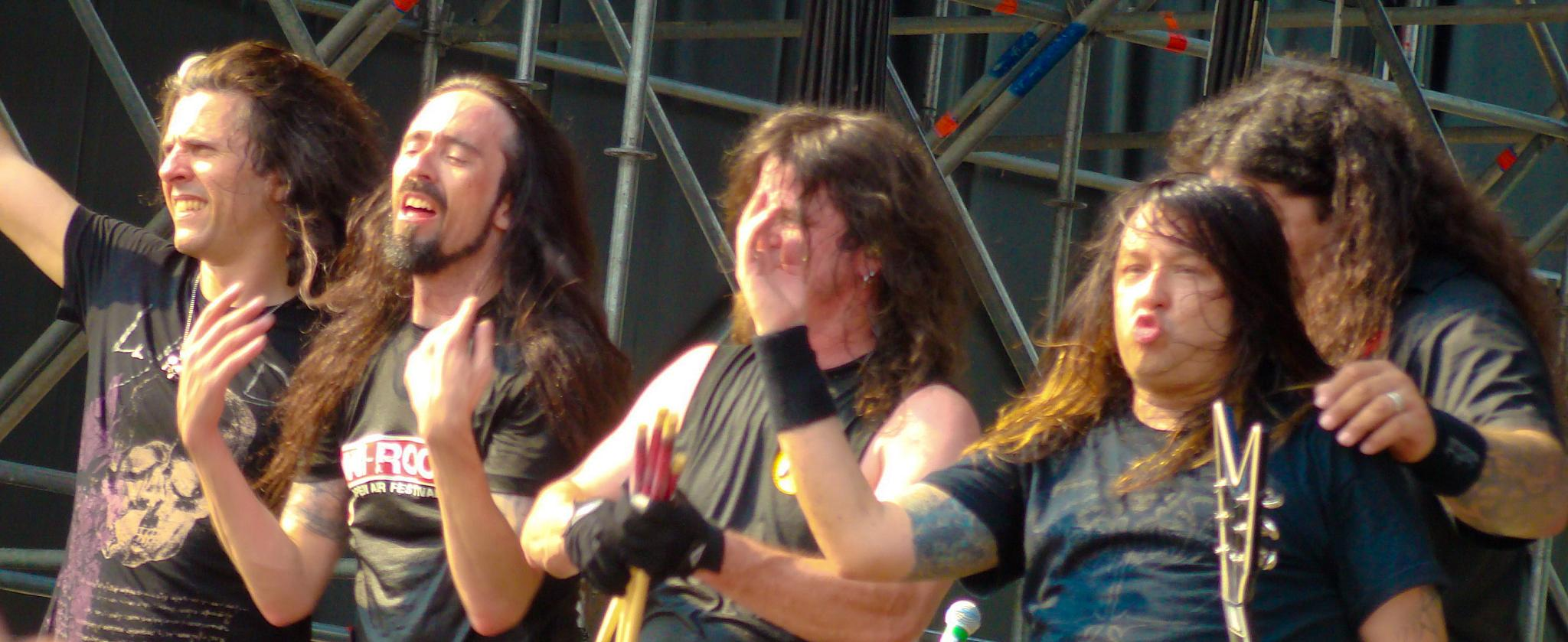
I Testament dopo un'esibizione al Gods of Metal 2008, con Paul Bostaph alla batteria

Con la rinnovata formazione, nel 1987 esce il loro primo album, The Legacy, firmato con il loro primo nome e pubblicato dalla Megaforce Records. Il disco è un concentrato di veloce thrash metal, dove si sente molto l'impronta di gruppi come Slayer e Exodus, ma presenta anche degli spunti melodici apportati soprattutto dal chitarrista Alex Skolnick.
In questo disco vi sono classici come Over the Wall, Burnt Offerings, First Strike is Deadly e Alone in the Dark.
Con l'uscita dell'album i Testament ricevettero fama immediata all'interno di circoli thrash e furono spesso paragonati ai colleghi della Bay Area Metallica.
Infatti, i giornali specializzati si divisero in recensioni positive che esaltavano l'album e in altre che invece accusavano i Testament di essere soltanto una copia dei Metallica.
Alex Skolnick disse in un'intervista concessa poco dopo all'uscita dell'album: 
(Alex Skolnick)
La band riuscì subito ad aumentare la propria fama grazie ad un tour in supporto agli Anthrax, sia in America che in Europa, che in quel periodo erano in tour per il loro album Among the Living.
Proprio in questa occasione il quintetto sostenne una performance dal vivo al Dynamo Festival di Eindhoven (Paesi Bassi), che venne registrata nell'EP Live at Eindhoven (1987). Il gruppo affiancò anche gli Overkill nel loro tour nordamericano dell'album Taking Over. L'album ebbe un buon successo di vendite con più di 100 000 copie vendute.

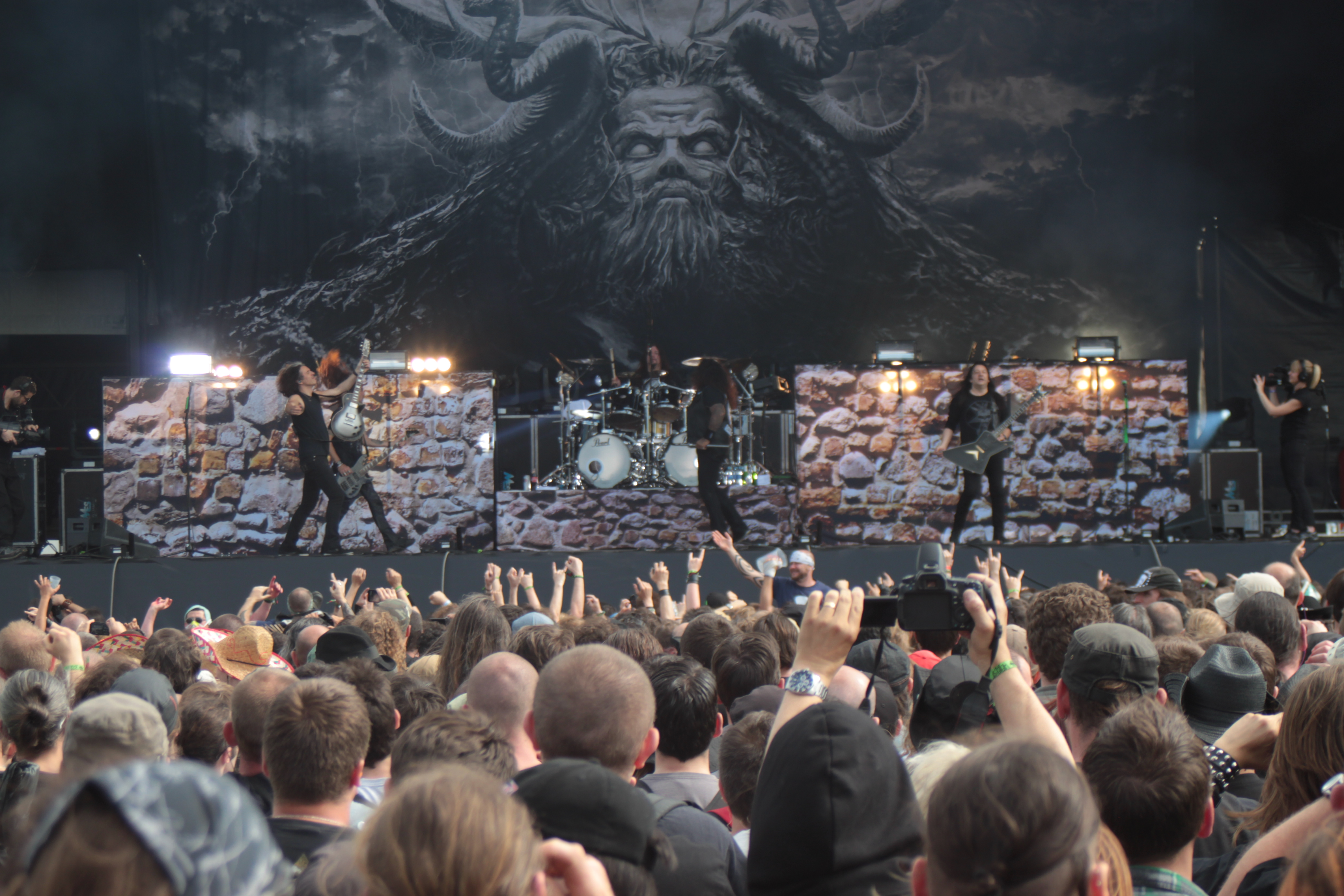
I Testament all'Hellfest 2013

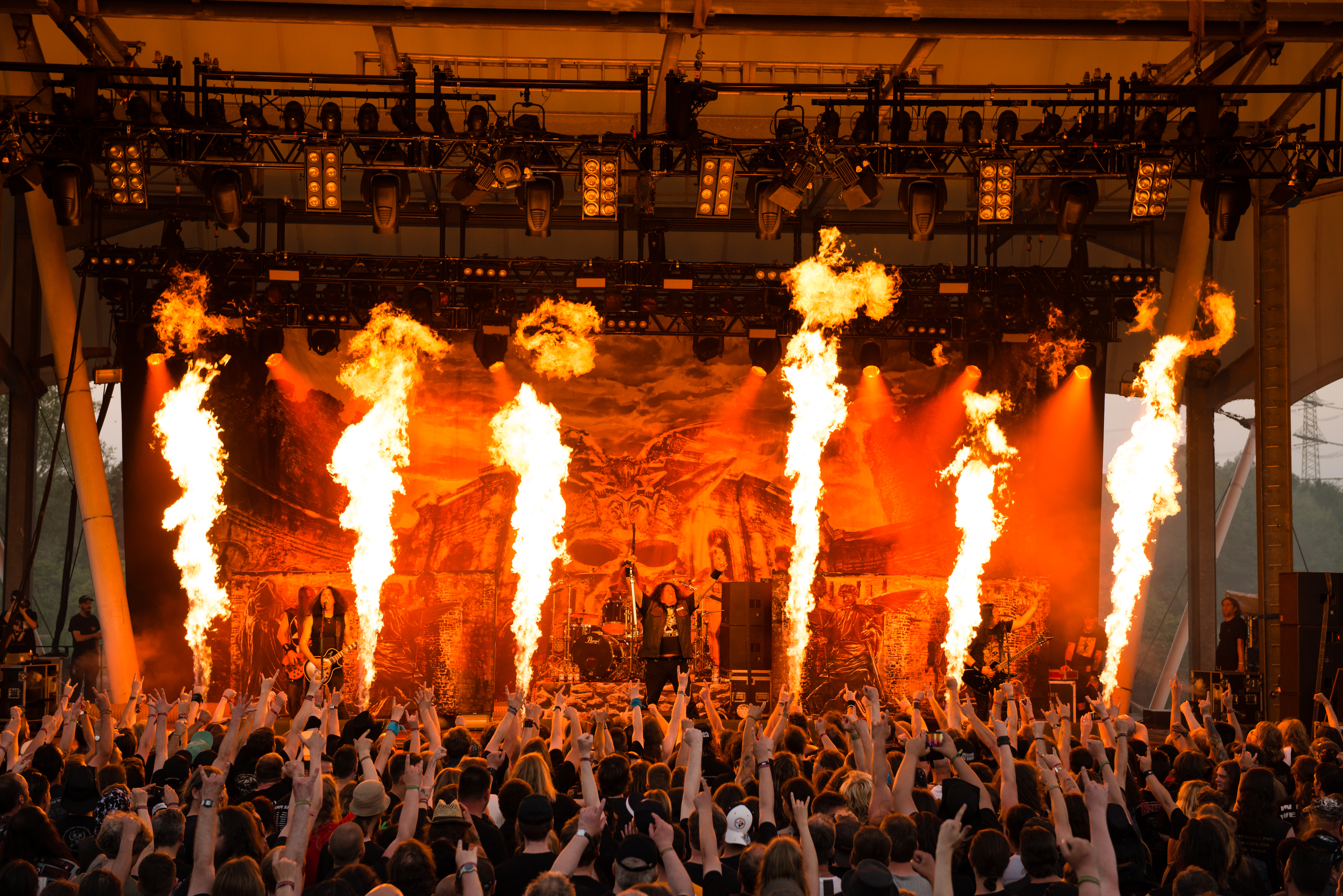
I Testament al Rock Hard Festival 2014

Dopo il successo di The Legacy i Testament iniziarono a lavorare al loro nuovo album.
Secondo l'annuncio dei 5 musicisti, nel loro nuovo lavoro ci sarebbe stata un'evoluzione del sound e soprattutto un distacco dallo stile dei Metallica proprio per allontanare le critiche che erano arrivate dopo la loro prima opera.
Nell'aprile 1988 uscì The New Order, album più melodico rispetto al precedente che li consacrò tra le band di punta del genere.
L'uscita è stata preceduta dal singolo (anche video musicale) "Trial by Fire", che include una versione speciale del brano non ancora pubblicato "Reign of Terror" e la reinterpretazione della canzone degli Aerosmith "Nobody's Fault". Nel loro tour attraverso gli Stati Uniti hanno agito nel ruolo di gruppo di supporto ai Vio-lence (gruppo dove ha suonato anche Robb Flynn dei Machine Head dopo la partenza dai Forbidden). Altre band a cui i Testament hanno fatto da supporto sono stati, tra gli altri Judas Priest, Megadeth, Voivod e Anthrax.
Il team ha inoltre partecipato per la prima volta al festival Monsters of Rock in Castle Donnington.
Alla fine del loro tour di successo mondiale la band tornò in studio per registrare Practice What You Preach. Pubblicato nel 1989, fu un album che riscosse un grandissimo successo sotto l'aspetto delle vendite (400 000 copie vendute) ma che non convinse completamente i fans di vecchia data.
In quest'album l'occulto ed i temi gotici, che avevano trovato molto spazio nei testi dei primi due album, vennero quasi del tutto tolti, concentrandosi invece sui reali problemi della vita come la politica o la corruzione.
Souls of Black (1990) prodotto da Michael Rosen, fu un altro successo commerciale, il quale mostrò una band che seppe evolvere il proprio sound, distaccandosi dalle influenze di altri grandi gruppi come quelle degli Slayer e dei Metallica che li avevano caratterizzati fin dagli esordi.
Il disco fu scritto e registrato in tempo da record, sole 10 settimane, questo perché la casa discografica aveva vietato alla band di suonare al "Clash Of The Titans" se non avessero prima pubblicato un nuovo album.
Billy più tardi affermerà che questa decisione fu molto azzardata da parte loro, questo perché sarebbe stato sicuramente meglio lavorare con più calma e pubblicare un prodotto migliore e più curato nei particolari. Subito dopo la pubblicazione di Souls of Black, la band partecipò quindi al "Clash Of The Titans", una grande tournée che presentava nella lista anche Slayer, Megadeth e Suicidal Tendencies.

### La crisi (1992-1993)

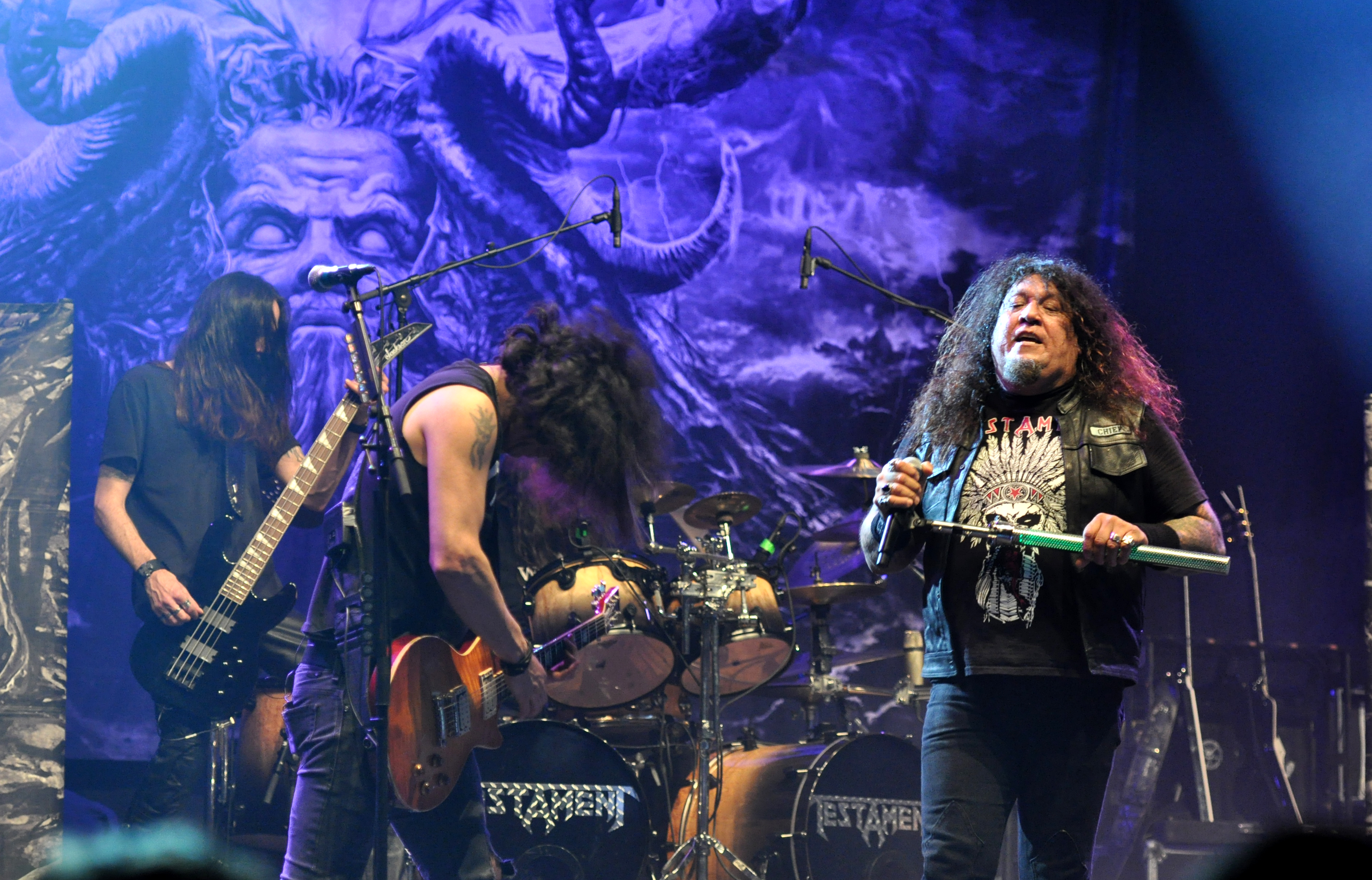
I Testament al Paaspop 2013

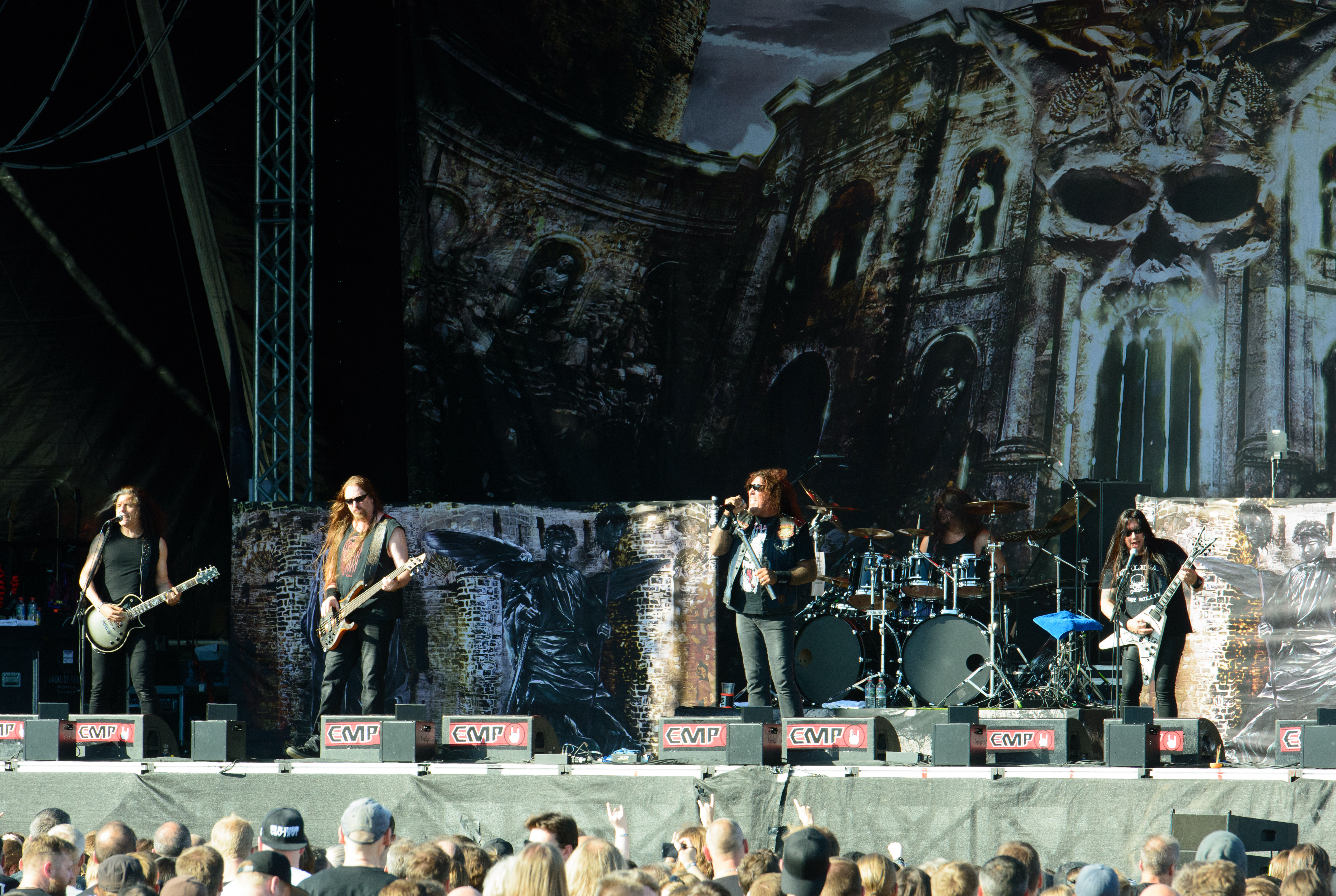
I Testament all'Elbriot 2016

Tornati dal Clash of the Titans, la band decise di iniziare a comporre nuovo materiale discografico. Gli anni '90 furono un periodo "buio" per il thrash a causa della nascita di nuovi stili musicali, come il grunge, e di conseguenza tante band del genere cercarono di rimanere al passo coi tempi.
Anche i Testament scelsero questa soluzione e nel 1992 uscì The Ritual, album prodotto da Tony Platt, che lasciò spiazzati pubblico e critica, presentando un sound molto diverso da quello del precedente decennio.
L'album è lontano dai Testament conosciuti fino a quel tempo, dando origine ad un disco alquanto distante dagli schemi propri del thrash metal, con suoni più puliti, precisi e levigati e con linee vocali molto più melodiche rispetto ai lavori precedenti.
La nuova "ricetta" del quintetto non venne, però, accolta dai fan e le vendite del lavoro discografico furono molto basse.
Oltre a questo duro colpo, nel gruppo sembra subentrare anche una forte crisi dovuta a divergenze artistiche tra i membri della formazione. Alex Skolnick, non più interessato al metal, decide di lasciare la band per poter sperimentare nuove sonorità, fondando un gruppo jazz chiamato Alex Skolnick Trio. Dopo un breve periodo, anche Louie Clemente abbandona l'ambiente musicale per dedicarsi ad altre attività.

### Lo scioglimento (1993-1995)
La band cercò dei sostituti a causa delle recenti partenze. Tuttavia il complesso non ebbe più una formazione stabile; tutti i musicisti giravano intorno alle figure del cantante Chuck Billy e del chitarrista/leader Eric Peterson. Il chitarrista Glen Alvelais e il batterista Paul Bostaph, entrambi membri dei Forbidden, subentrarono a Skolnick e Clemente.
Con loro venne solamente pubblicato l'EP Return to the Apocalyptic City, nel 1993, tratto dal tour di The Ritual.
Poco dopo, Alvelais lasciò la band ed anche Paul Bostaph se ne andò per entrare negli Slayer.
Il sostituto di Alvelais venne trovato nel virtuoso James Murphy, mentre alla batteria approdò John Tempesta, ex drummer dei White Zombie. Il prodotto della formazione è Low (1994); esso, tuttavia, non fu un ritorno ai Testament degli anni '80 ma presentò nuove sonorità, perlopiù groove metal, e un cambiamento dello stile vocale di Billy, divenuto più rozzo e gutturale.
Questo cambiamento fu comunque accolto positivamente da molti fans e per i Testament ci fu invece la possibilità di sperimentare nuovi orizzonti artistici.
Tempesta lasciò il posto a Chris Kontos, ex Machine Head, il quale militò pochissimo tempo nei Testament registrando solamente la reinterpretazione di Rapid Fire dei Judas Priest pubblicata poi nel disco A Tribute to Judas Priest Legends of Metal vol.1 (1997).
Ben presto, a causa della scarsa promozione e la crescita delle incomprensioni tra la band e l'etichetta Atlantic Records, con la quale era stata associata per molti anni della sua carriera, si arrivò alla rescissione del contratto tra le parti. Ciò portò la band ad avviare una trattativa con l'etichetta Burnt Offerings.
Nel frattempo l'Atlantic, senza un accordo con la band pubblicò sul mercato una compilation, The Best of Testament dal quale comunque i musicisti ricavarono un buon vantaggio finanziario.
Il tour di Low vide l'arrivo di Jon Dette alla batteria. Dopo la pubblicazione di Live at The Fillmore (1995), Greg Christian, James Murphy (che si dedicò alla carriera solista) e Dette uscirono dalla band.
Improvvisamente, i Testament si dichiararono sciolti, dato che Peterson e Billy non riuscirono a mantenere salda la formazione, logorata dai continui cambi di musicisti.

### Reunion e cancro di Chuck Billy (1996-2003)

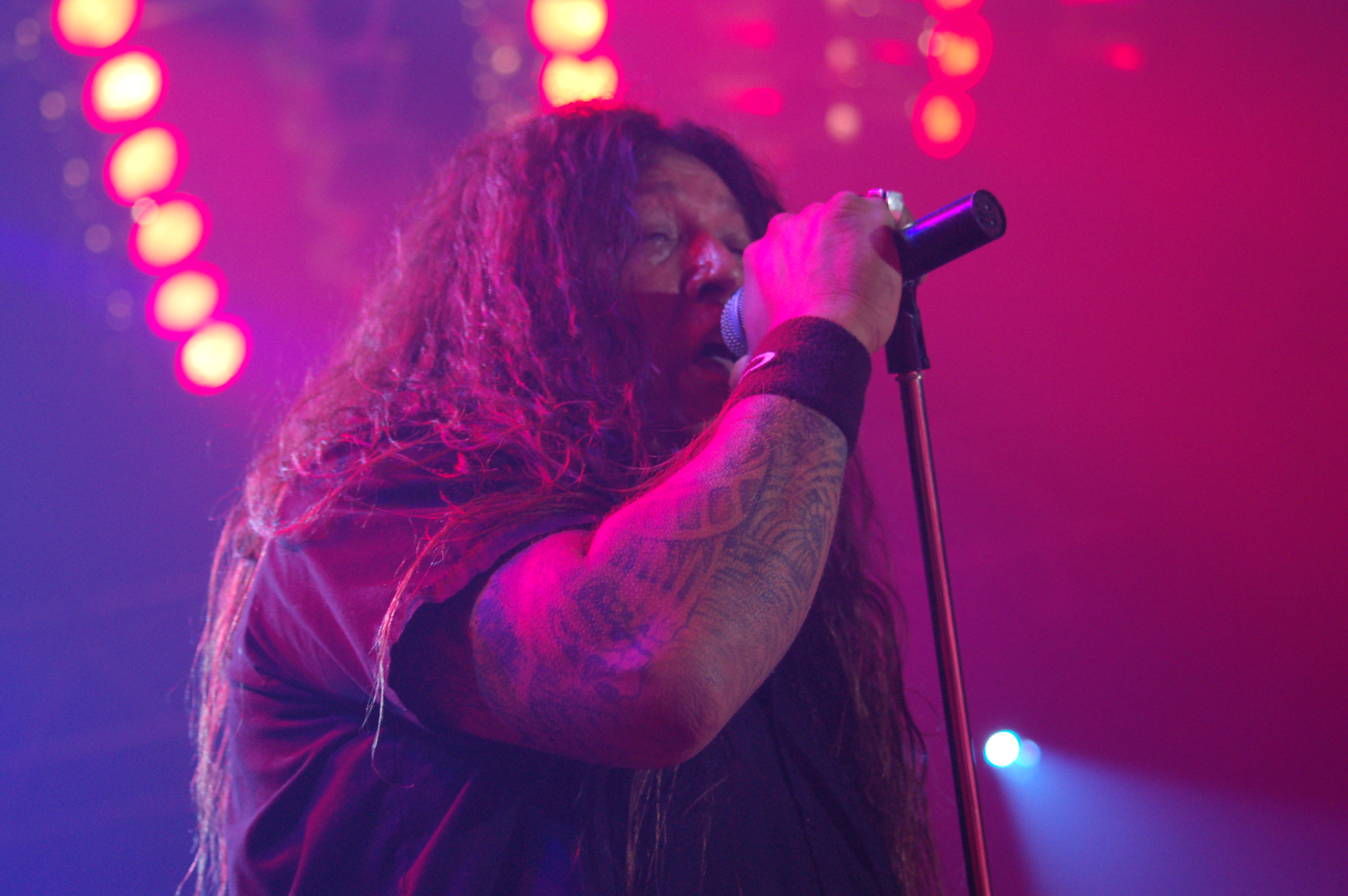
Chuck Billy al Metalmania 2007

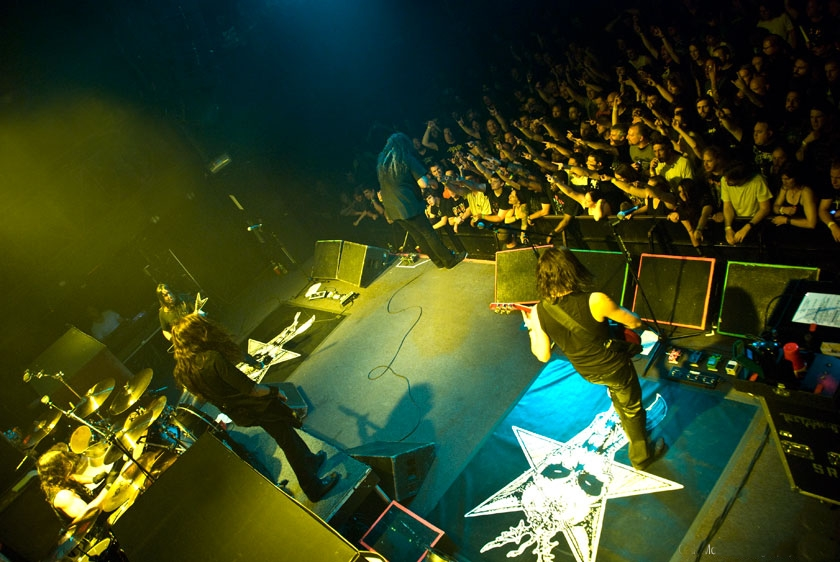
I Testament al The Norva, nel 2012

Il gruppo si riformò l'anno dopo, nel 1996. I Testament si presentano con un'ennesima nuova formazione; oltre a Billy e Peterson, ritroviamo Derrick Ramirez (il chitarrista della band durante gli esordi, qui in veste di bassista), il batterista Gene Hoglan e Glen Alvelais, tornato momentaneamente per l'incisione del disco.
Demonic (1997), registrato negli studi Driftwood, e prodotto da Daniel Bergstrand, segna il ritorno del gruppo dopo lo scioglimento e si presenta un disco di buon successo, che però non convinse i fans di vecchia data. L'album presenta un sound molto violento e vede anche la contaminazione di elementi death metal, con la voce di Billy trasformata in un feroce growl.
Nel maggio 1997 la band suona di nuovo al Dynamo Open Air festival nei Paesi Bassi. Nel 1997, è apparsa sul mercato la compilation Signs of Chaos: The Best of Testament contenente dei pezzi selezionati, delle tracce inedite e due cover: Sails of Charon degli Scorpions e Draw the Line degli Aerosmith.
Nel 1999 esce The Gathering, definito, fino ad ora, l'album migliore dei Testament dagli anni '90 in poi, che riuscì anche ad accattivarsi gran parte dei fans più conservatori. Il merito va anche al ritornato James Murphy e ai nuovi arrivati, il batterista Dave Lombardo e il bassista Steve DiGiorgio.
Il sound dell'album è stato in gran parte una combinazione di death metal, thrash metal e in parte black metal, influenza trasmessa da Eric Peterson che nel frattempo stava portando avanti il progetto della band Dragonlord.
La band, ancora una volta, ricevette moltissime recensioni positive. Nel mese di agosto 1999, iniziarono un tour negli Stati Uniti Riding the Snake Tour '99 insieme ai The Haunted. In primavera, la band ha suonato al Dynamo Open Festival Air ad Eindhoven e al Gods of Metal di Monza.
Poco dopo la pubblicazione di The Gathering, al chitarrista James Murphy viene diagnosticato un tumore al cervello. Attraverso diverse raccolte di fondi, Murphy fu in grado di permettersi un intervento chirurgico, riuscendo a guarire completamente.
Dopo il tour mondiale Riding the Snake per promuovere The Gathering, Chuck Billy subì un intervento e una lunga degenza per seminoma, una forma di tumore maligno che normalmente colpisce le cellule germinali del testicolo e più raramente quelle del mediastino, come nel caso di Billy: il suo tumore riguardò infatti i polmoni ed il cuore.
Ciò costrinse la band a un lungo periodo di pausa, spezzato solo nel 2001 dalla pubblicazione di First Strike Still Deadly, album di pezzi ri-registrati provenienti dai primi due dischi, che vide il ritorno momentaneo di Alex Skolnick alla chitarra e di John Tempesta alla batteria.
Il cancro di Billy venne curato con successo. Nell'agosto del 2001, gli amici di Billy organizzarono un concerto di beneficenza in suo onore per aiutarlo nelle spese mediche. Fu intitolato Thrash of the Titans, e vi presero parte gruppi Thrash provenienti dalla Bay Area tra cui i Vio-lence, i Death Angel, gli Exodus, gli Heathen, ed altri.
Lo show ha visto anche una riunione dei Legacy, con Steve Souza alla voce, e l'ex chitarrista Alex Skolnick, che non aveva più suonato con la band dal 1992 e Greg Christian.

### Ultimi anni (2003-oggi)

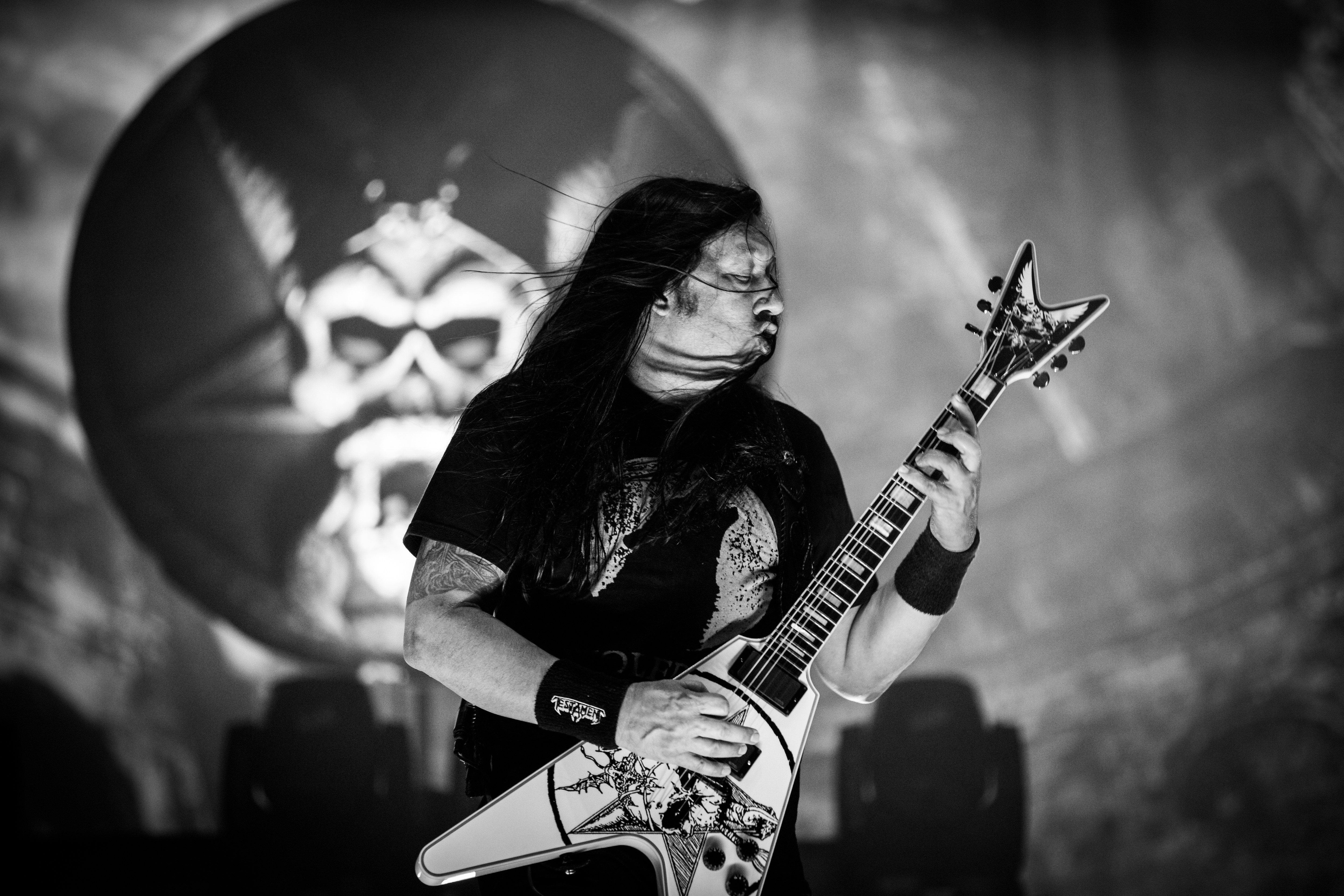
Eric Peterson

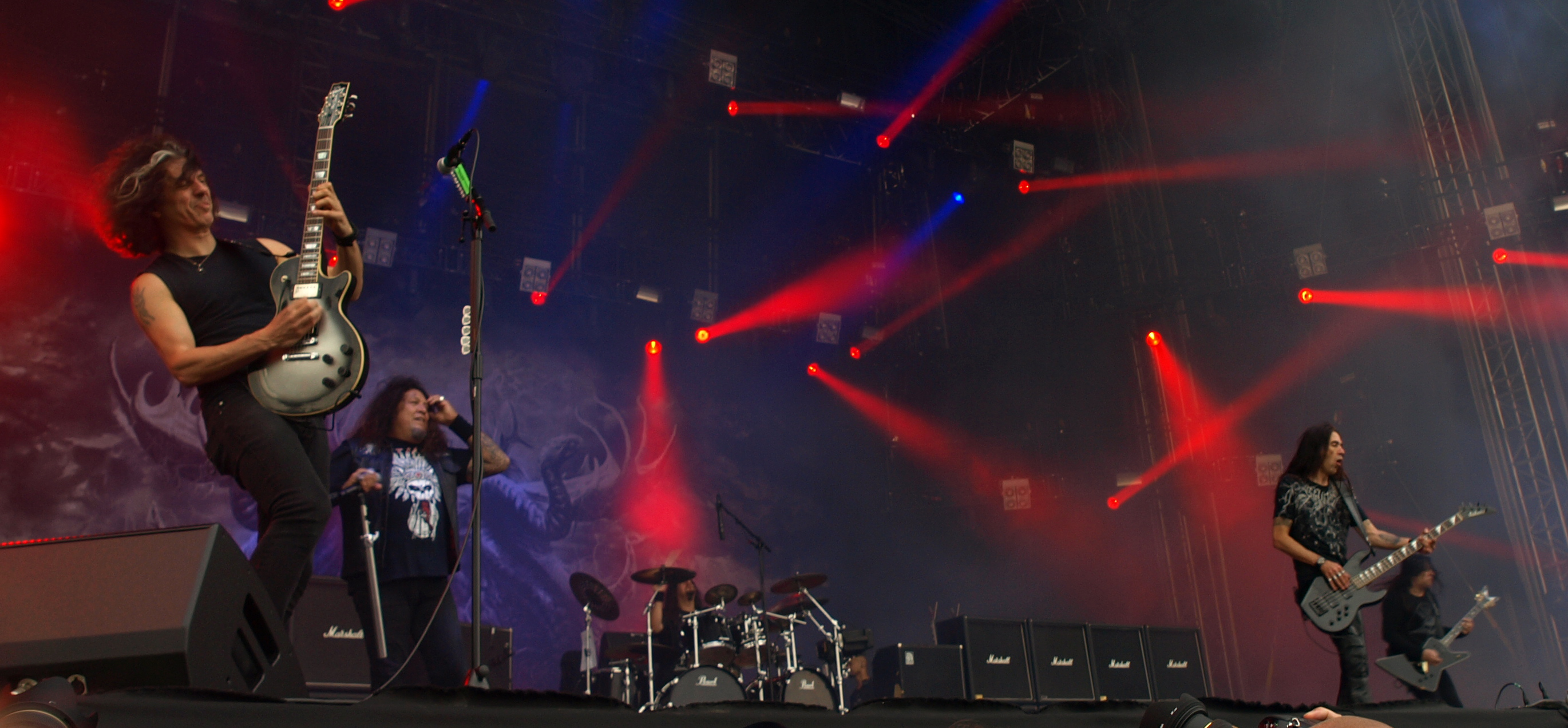
I Testament al Tuska Open Air 2013

Nel 2003, con Chuck Billy completamente recuperato, la band ricominciò a suonare dal vivo con un nuovo batterista, John Allen dei Sadus.
Nel 2004, la band cambiò ancora la sua formazione, ancora una volta per il loro tour estivo, Allen fu sostituito da Paul Bostaph, tornando così alla band dopo un'assenza di un decennio. Il chitarrista Steve Smyth lasciò anch'egli il gruppo per aderire ai Nevermore, e fu sostituito da Mike Chlasciak.
Poco dopo la partenza di Smyth, Eric Peterson dopo una caduta da una rampa di scale si ruppe una gamba e non poté suonare per alcune date. Smyth tornò alla band per sostituirlo temporaneamente.
Nel maggio 2005, è stato annunciato che i Testament avrebbero fatto un breve tour in Europa, conosciuto come 10 Days in May Tour, con la formazione originale: Billy, Peterson, Skolnick e Christian, con alla batteria alternativamente John Tempesta e Louie Clemente. Dopo il successo delle date iniziali del tour, i Testament annunciarono delle date aggiuntive negli Stati Uniti, in Europa ed in Giappone sempre con la formazione classica. Nel luglio 2007 la band suonò uno spettacolo al Jaxx Nightclub di Springfield, Virginia, con Paul Bostaph alla batteria. Venne poi confermato che Bostaph sarebbe ufficialmente tornato nella band per registrare il nuovo album.
Nel febbraio 2008, la band pubblicò il brano More Than Meets the Eye, tratto dal nuovo album, sulla loro pagina di MySpace.
Al nuovo album, pubblicato il 29 aprile 2008 dalla Nuclear Blast e intitolato The Formation of Damnation,
hanno preso parte tutti i membri della formazione "classica", eccetto Louie Clemente, sostituito da Paul Bostaph, ritornato dopo la breve parentesi di Nicholas Barker, batterista britannico conosciuto per i suoi lavori con Cradle of Filth e Dimmu Borgir, che ha dovuto rinunciare dopo alcuni problemi burocratici.
Intervistati sul DVD Live In London, il gruppo suggerisce che The Formation of Damnation può essere definito come un "album classico" stilisticamente simile a The New Order, o secondo le parole di Alex Skolnick, un mix di tutto il meglio della band.
Dopo l'uscita dell'album la band ha partecipato anche al tour negli Stati Uniti come gruppo di supporto per: Judas Priest, Heaven & Hell e Motörhead nel Metal Masters Tour.
Il 22 ottobre 2008 i Testament, hanno annunciato di aver reclutato il chitarrista Glen Drover (ex-Megadeth e King Diamond) per le loro date del tour messicano con i Judas Priest a causa dell'impegno di Alex Skolnick con la Trans-Siberian Orchestra.
Nel 2009, i Testament, hanno fatto un tour di sei settimane attraverso tutti gli Stati Uniti per promuovere The Formation of Damnation. A partire da luglio 2010, la band è andata in tour negli Stati Uniti con Megadeth e Slayer nell'ambito del The American Carnage Tour.
Proprio riguardo a questo tour in un'intervista concessa al sito Metalsucks.net Peterson entusiasta ha dichiarato:
(Eric Peterson)
A partire dal luglio 2009, i Testament cominciano a registrare il loro decimo album in studio, dal titolo Dark Roots of Earth: vedrà la luce solo tre anni più tardi, pubblicato il 27 luglio 2012 in Europa e quattro giorni dopo in Nord America.

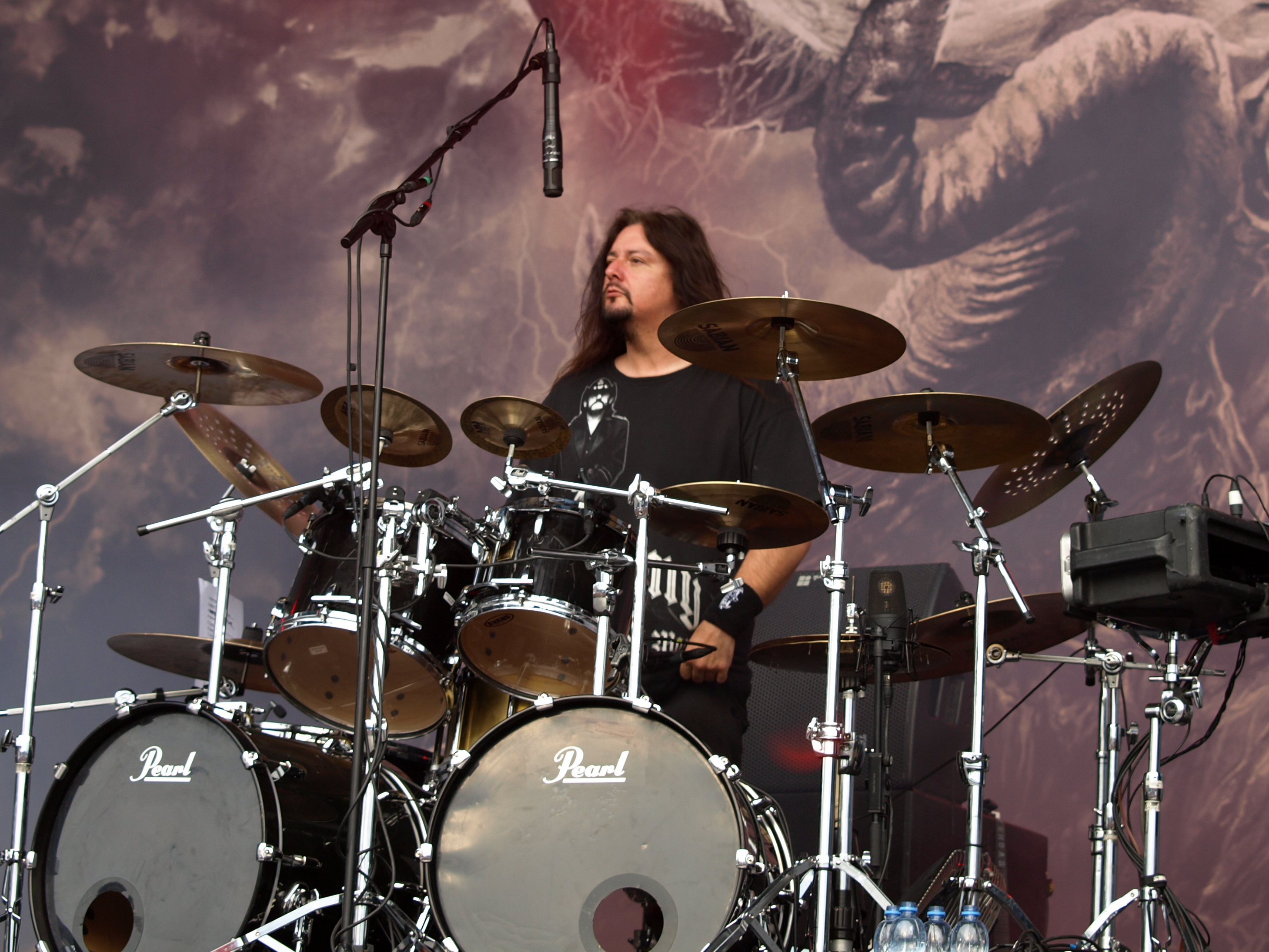
Gene Hoglan

Alle registrazioni dell'album non ha preso parte Paul Bostaph, a causa di un serio infortunio rimediato a gennaio 2011: è stato temporaneamente sostituito da Gene Hoglan, che ha preso parte anche nel tour effettuato con gli Anthrax tra ottobre e novembre 2011. Il 1º dicembre 2011 Chuck Billy conferma alla rivista inglese Terrorizer che Paul Bostaph ha lasciato il gruppo. Da quel momento Gene Hoglan rientra definitivamente nella formazione ufficiale della band.
Il 13 gennaio 2014 il gruppo annuncia l'abbandono di Greg Christian, che viene sostituito da Steve DiGiorgio, già nella band dal 1998 al 2004.
Ad inizio 2015, Alex Skolnick e Chuck Billy dichiarano in alcune interviste che la scrittura del nuovo album è in corso. La pubblicazione di Brotherhood of the Snake, inizialmente prevista per inizio 2016, viene posticipata a causa del tour nordamericano con Slayer e Carcass che vede coinvolta la band e successivamente annunciata per il 28 ottobre dello stesso anno.
Il 2 settembre 2016 viene pubblicato sul canale YouTube della Nuclear Blast Records il lyric video della title track del nuovo album. Dopo la sua uscita, Brotherhood of the Snake riceve recensioni generalmente positive dalla critica e raggiunge la ventesima posizione della classifica di Billboard. Successivamente, i Testament iniziano un tour europeo con gli Amon Amarth, mentre nella primavera del 2017 si esibiscono in Nord America insieme ai Sepultura. Nel 2018, insieme ad Anthrax, Lamb of God, Behemoth e Napalm Death, Testament suonano in apertura per gli Slayer, impegnati nel loro ultimo tour nordamericano.
Sempre nel corso del 2018, Chuck Billy ed Eric Peterson confermarono di essere al lavoro per la scrittura e composizione del loro dodicesimo album, Titans Of Creation, uscito il 3 aprile 2020. Il 21 gennaio 2022 viene comunicata la fuoruscita dalla band del batterista Gene Hoglan, impegnato con le registrazioni dell'album del ritorno dei Dark Angel.
Il 1º marzo 2022 viene annunciato che il suo sostituto sarà Dave Lombardo, che già aveva partecipato all'8º album in studio The Gathering (1999).
Il 13 aprile 2023 Dave Lombardo annuncia la sua fuoriuscita dalla band;"Non so quando tornerò a suonare con loro.Non posso garantire nulla per via dei miei impegni.Ho tenuto fede al mio contratto che avevo con loro per il 2022 ed è stata una cosa piuttosto grossa.E’ stato uno dei tour più lunghi che io abbia mai fatto in vita mia.E’ durato circa sette settimane in tutta Europa,ne avevo bisogno,dopo la pandemia.Vedremo.I rapporti tra noi sono ottimi e ci sentiamo.La porta è sempre aperta”. Il 17 aprile viene annunciato il sostituto attraverso i canali social, si tratta di Chris Dovas dei SEVEN SPIRES, il quale ha già suonato con i Testament nel loro ultimo tour nordamericano. Il gruppo è inoltre al lavoro sui nuovi pezzi ed entrerà in studio a fine 2023 per registrare il nuovo album.

## Stile ed influenze

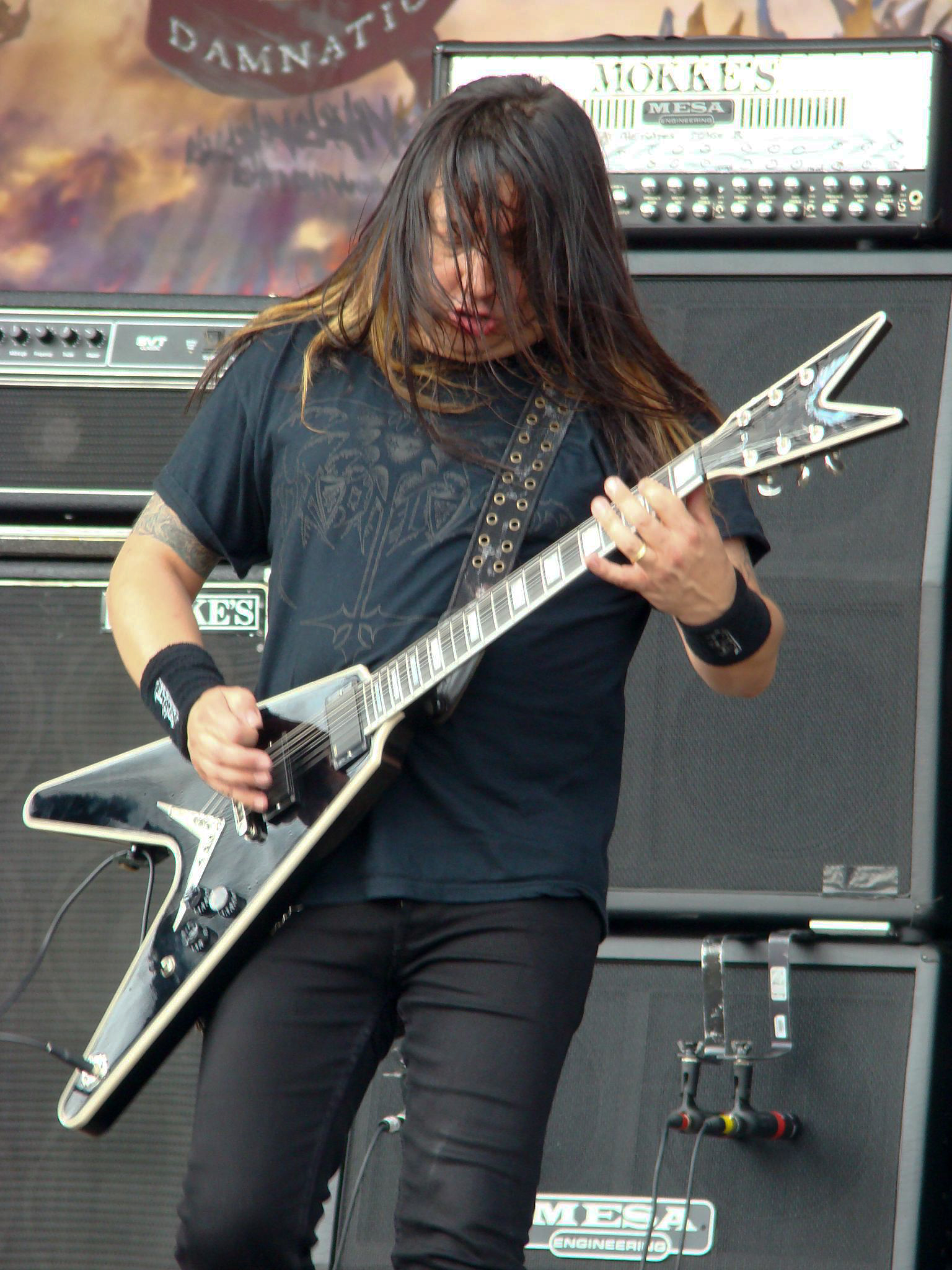
Eric Peterson (2008)

Autori negli anni '80 di brani reputati fra i migliori del thrash metal, pur avendo registrato qualche passaggio a vuoto nel decennio successivo, hanno comunque mantenuto la stima dei fan del genere che gli riservano ancora oggi un posto tra i grandi, in termini di popolarità solo dopo Slayer, Metallica e Megadeth.
La band, ancora sotto il nome di Legacy, si ispirò molto a Black Sabbath, Motörhead e Judas Priest, cimentandosi anche in numerose loro cover.
La loro più grande influenza fu comunque quella dei Metallica, arrivando addirittura ad essere considerati da varie riviste specializzate come una loro copia.
Nei loro primi quattro lavori i Testament si ispirarono molto a dischi come Kill 'Em All, Ride the Lightning o Master of Puppets.
Nel 1992 con l'album The Ritual, la band, spinta dall'avanzare di nuovi generi musicali come il grunge, decise di seguire ancora una volta la scelta fatta l'anno precedente dai Metallica con l'album omonimo, senza però raccogliere lo stesso successo. Ci fu un repentino passaggio da un thrash duro e veloce a sonorità heavy metal/hard rock più commerciali: questa mutazione portò numerose critiche al gruppo, specialmente dai fan di vecchia data, amanti del thrash, che non tardarono ad esprimere il loro dissenso. In questo album fu anche messa per la prima volta una power ballad: Return to Serenity.
Due anni dopo con la pubblicazione di Low decisero di cambiare di nuovo sound, cimentandosi in un più duro groove metal e convinti anche dal successo di band come Pantera o Machine Head. Ancora una volta l'album non fu apprezzato ed i membri della band, nel 1995, optarono per lo scioglimento e decisero di concentrarsi su altri progetti musicali che poi influenzeranno anche il prosieguo della carriera.
Dopo appena un anno la band decise di tornare al lavoro, pubblicando nel 1997 Demonic, cambiando ancora una volta lo stile della band e introducendo molti elementi tipici del death metal, come il cantato in growl. Solo nel 1999 la band trovò di nuovo il successo con la pubblicazione dell'album The Gathering, che si presentò come un mix tra thrash e death: si arrivò a questo disco soprattutto grazie all'arrivo di Dave Lombardo, ex Slayer.
I Testament ispirarono anche moltissimi gruppi musicali a venire, tra cui Machine Head, Morbid Angel, Fight, Exhorder, Unholy, Age of Ruin, Bullet for My Valentine e Decadence.

## Formazione

### Formazione attuale
- Eric Peterson - chitarra (1983-presente)
- Chuck Billy - voce (1986-presente)
- Alex Skolnick - chitarra, (1983-1993,2001,2005-presente)
- Steve DiGiorgio - basso (1998-2004,2014-presente)
- Chris Dovas - batteria (2023-presente)

### Ex componenti
- Derrick Ramirez - chitarra (1983),basso (1997)
- Mike Ronchette - batteria (1985-1986)
- Steve Souza - voce (1983-1986)
- Glen Alvelais - chitarra (1993,1997-1998)
- Tilen Hudrap - basso (2015 live)
- James Murphy - chitarra (1994-1996,1998-2000)
- Steve Smyth - chitarra (2000-2004)
- Mike Chlasciak - chitarra (2002,2004-2005)
- Greg Christian - basso (1983-1996,2004-2014)
- Louie Clemente - batteria (1983-1985,1986-1993,2005)
- Paul Bostaph - batteria (1993,2007-2011)
- John Tempesta - batteria (1993-1994,2001,2005,2011)
- Jon Dette - batteria (1994-1995,1997-1998,1999)
- Chris Kontos - batteria (1995-1996)
- Jon Allen - batteria (1999-2004,2007,2011)
- Nicholas Barker - batteria (2006-2007)
- Gene Hoglan - batteria  (1996-1997,2012-2022)
- Dave Lombardo - batteria (1998-1999,2022-2023)

### Ex turnisti
- Glen Drover - chitarra (2008,2010)
- Steve Jacobs - batteria (1997,1999)
- Asgeir Mickelson - batteria (2003)
- Mark Hernandez - batteria (2012)

## Discografia

### Album in studio
- 1987 - The Legacy
- 1988 - The New Order
- 1989 - Practice What You Preach
- 1990 - Souls of Black
- 1992 - The Ritual
- 1994 - Low
- 1997 - Demonic
- 1999 - The Gathering
- 2008 - The Formation of Damnation
- 2012 - Dark Roots of Earth
- 2016 - Brotherhood of the Snake
- 2020 - Titans of Creation